# Cisticola tinniens
Cisticola tinniens là một loài chim trong họ Cisticolidae.